# Elisabet Sadó
Elisabet Sadó Garriga, née le 22 septembre 1981 à Barcelone, est une joueuse professionnelle de squash représentant l'Espagne. Elle atteint en novembre 2007 la 196e place mondiale sur le circuit international, son meilleur classement. Elle est championne d'Espagne à sept reprises entre 2001 et 2009.

## Biographie
Elle brille très jeune avec des victoires au British Junior Open, championnat du monde officieux des jeunes, en 1995 en moins de 14 ans, en 1997 en moins de 16 ans et en moins de 19 ans en 1999. Après l'arrêt de sa carrière professionnelle, elle continue de participer à des tournois locaux afin de soutenir le squash en Espagne et se retrouve au centre d'une polémique, lorsque victorieuse d'un tournoi local, elle reçoit en plus de son trophée un vibromasseur,.

## Palmarès

### Titres
- Championnats d'Espagne : 7 titres (2001, 2002, 2005-2009)
- British Junior Open : 1999